# Elena Battistini
Elena Battistini (Cesena, 10 agosto 2003) è una calciatrice italiana, difensore della Ternana e della Nazionale Under-23 italiana.

## Carriera
Elena Battistini nasce calcisticamente nel Castelvecchio, società che cambia nome in Cesena nel 2018 e per cui sarà titolare in Serie B nella stagione 2019-2020.
Nell'estate 2020 viene acquistata dalla Roma, dove trova spazio soltanto tra le file giovanili e in Coppa Italia, vincendo immediatamente il campionato Primavera 2019-2020 scendendo in campo nella finale Scudetto contro la Juventus del 19 settembre 2020. Nel 2021 bisserà il titolo e nel 2022, sempre con la Primavera giallorossa, otterrà il suo terzo Scudetto giovanile consecutivo.
Viene poi girata in prestito alla Sampdoria nell'estate 2022, ove esordisce in massima serie il 23 ottobre successivo nella gara vinta 2-1 contro la Fiorentina.
Nell'estate 2023 passa, sempre in prestito, al Pomigliano, confermandosi in massima serie e disputandovi 18 presenze stagionali in campionato.
Nell'estate del 2024 viene ceduta a titolo definitivo alla Ternana.

## Statistiche
Statistiche aggiornate al 18 maggio 2025.
| Stagione        | Squadra         | Campionato      | Campionato | Campionato | Coppe nazionali | Coppe nazionali | Coppe nazionali | Coppe continentali | Coppe continentali | Coppe continentali | Altre coppe | Altre coppe | Altre coppe | Totale | Totale |
| Stagione        | Squadra         | Comp            | Pres       | Reti       | Comp            | Pres            | Reti            | Comp               | Pres               | Reti               | Comp        | Pres        | Reti        | Pres   | Reti   |
| --------------- | --------------- | --------------- | ---------- | ---------- | --------------- | --------------- | --------------- | ------------------ | ------------------ | ------------------ | ----------- | ----------- | ----------- | ------ | ------ |
| 2018-2019       | Cesena          | B               | 6+         | ?          | CI              | ?               | ?               |                    | -                  | -                  |             | -           | -           | 6+     | ?      |
| 2019-2020       | Cesena          | B               | 20+        | 3          | CI              | ?               | ?               |                    | -                  | -                  |             | -           | -           | 20+    | 3      |
| Totale Cesena   | Totale Cesena   | Totale Cesena   | 26+        | 3          |                 | ?               | ?               |                    | -                  | -                  |             | -           | -           | 26+    | 3      |
| 2020-2021       | Roma            | A               | 0          | 0          | CI              | 1               | 0               |                    | -                  | -                  |             | -           | -           | 1      | 0      |
| 2021-2022       | Roma            | A               | 3          | 0          | CI              | 1               | 0               |                    | -                  | -                  |             | -           | -           | 4      | 0      |
| Totale Roma     | Totale Roma     | Totale Roma     | 3          | 0          |                 | 2               | 0               |                    | -                  | -                  |             | -           | -           | 5      | 0      |
| 2022-2023       | Sampdoria       | A               | 8          | 0          | CI              | 4               | 0               |                    | -                  | -                  |             | -           | -           | 12     | 0      |
| 2023-2024       | Pomigliano      | A               | 18         | 0          | CI              | 2               | 1               |                    | -                  | -                  |             | -           | -           | 20     | 1      |
| 2024-2025       | Ternana         | B               | 12         | 1          | CI              | 1               | 0               | -                  | -                  | -                  | -           | -           | -           | 13     | 1      |
| Totale carriera | Totale carriera | Totale carriera | 67+        | 4+         |                 | 9+              | 1+              |                    | -                  | -                  |             | -           | -           | 76+    | 5+     |

## Palmarès

### Club
- Campionato italiano di Serie B: 1

Ternana: 2024-2025

#### Competizioni giovanili
- Campionato Primavera: 3

Roma: 2019-2020, 2020-2021, 2021-2022